# La Terre des fils
La Terre des fils est une bande dessinée post-apocalyptique en noir et blanc de l'Italien Gipi, publiée en 2016 dans son pays et disponible en version française en 2017. La narration met en scène un homme et ses deux fils adolescents qui vivent dans des marécages après un cataclysme. Quand leur père meurt, les deux jeunes, analphabètes, veulent percer le mystère du cahier où il inscrivait ses mémoires. L'ouvrage obtient un accueil critique très favorable et remporte plusieurs distinctions culturelles.

## Synopsis
L'album s'ouvre sur deux enfants qui tuent un chien. Dans un futur indéterminé, les survivants d'un cataclysme habitent une région marécageuse et ils ont remplacé le commerce par le troc et mangent de la viande de chien. Un père élève ses deux fils adolescents, Santo et Lino, sans tendresse ni confort : il leur enseigne un vocabulaire minimal et s'abstient de leur parler de la vie d'avant, afin de les préparer à la survie dans un monde hostile,, ce qui construit entre eux des relations tendues. Il écrit dans un cahier, ce qui fascine les deux jeunes, qui n'ont pas appris à lire. Le père meurt et ses enfants cherchent, parmi leurs voisins, qui serait capable de déchiffrer les pages parlant de leur passé,, rendant visite à Anguillo, à la sorcière, aux jumeaux Grossetête, avant de trouver, dans une usine, une secte vénérant la divinité Trokool,.

## Publication
- (it) Gipi, La Terra dei Figli, Coconino Press, octobre 2016 (ISBN 978-8876183256).
- Gipi (trad. Hélène Dauniol-Rémaud), La Terre des fils, Futuropolis, mars 2017 (ISBN 978-2-7548-2252-7)

## Genèse de l'œuvre
Gipi, auteur italien né en 1963, s'est fait connaître en France par Notes pour une histoire de guerre, qui reçoit en 2005 le Prix René-Goscinny et en 2006 le prix du meilleur album du festival d'Angoulême. Avant de se lancer dans ce récit de fiction, il écrit plusieurs ouvrages autobiographiques en employant l'aquarelle, les récitatifs et une écriture recherchée. 
Il prend le parti de rompre avec les ouvrages d'inspiration autobiographique. Pour élaborer La Terre des fils, ses premières impressions étaient la représentation du cahier illisible, la mort du père et le monde ravagé après la chute de la civilisation. Gipi se fixe deux contraintes de création : n'utiliser que le noir et blanc et bannir les récitatifs. Après avoir écrit les trente premières pages, l'artiste interrompt son travail pendant dix-huit mois afin de laisser mûrir le projet, qui s'est ensuite concrétisé en huit mois. L'auteur souhaite montrer que « le cœur des autres est un secret ». L'œuvre reflète l'inquiétude de Gipi envers la politique internationale et italienne, un idéologue du « mouvement populiste Cinque Estelle » servant d'inspiration pour la secte : Gipi est choqué par une vidéo suggérant que 80% de l'humanité devrait disparaître tandis que les 20% de rescapés se cacheraient dans des bunkers pendant deux décennies avant de construire une société idéale,. C'est en imaginant le monde proposé par ce mouvement que Gipi crée un univers post-apocalyptique : décrire ce qu'il adviendrait d'humains qui ont passé vingt ans dans un bunker à regarder des vidéos Youtube après la chute de la civilisation. Les allusions à la secte renvoient aussi à la méfiance de l'auteur envers le Vatican,.

## Analyse
Gipi adopte un traitement à la plume, en noir et blanc,.
L'auteur ne détaille pas le cataclysme ayant mené à cette époque barbare, laissant les lecteurs interpréter à leur guise les causes de la catastrophe. Les personnages emploient un phrasé « déformé, abâtardi, à la grammaire approximative ». L'illettrisme et la pauvreté du vocabulaire employé reflètent l'héritage du langage SMS et du jargon des réseaux sociaux,. Le père, porté par un amour paradoxal, élève ses fils sans tendresse afin de les endurcir pour améliorer leurs chances de survie. Il écrit dans son journal qu'il les aime, mais sans leur enseigner la lecture. Il ne témoigne d'affection qu'envers « la sorcière », qui se souvient elle aussi de la civilisation.
Au centre de l'œuvre se trouve ce cahier, héritage des garçons, qui représente la culture et la « transmission du savoir et de la pensée » : la lecture constitue « l'acte fondateur de la civilisation ». L'ouvrage présente les pages du cahier tenu par le père : un gribouillis hermétique, donc frustrant, comme les deux fils le voient eux-mêmes,.
La narration est « nimbée de noirceur, de désespoir, de mystère ». Gipi dépeint « un univers âpre, violent, sans espoir » dans cette narration centrée sur « la relation père-fils et la transmission des valeurs d'une génération à l'autre ».
À travers leur « quête initiatique », les deux adolescents réinventent leur propre chemin. C'est par les femmes, notamment le personnage de la « sorcière » devenu figure maternelle, que les deux adolescents comprennent ce qu'est l'amour, ainsi que par l'esclave libérée, qui devient pour eux comme une sœur,.

## Accueil critique
L'œuvre est nommée pour le Prix Rodolphe-Töpffer international et fait partie de la sélection des finalistes en compétition pour le fauve d'or au festival international de la bande dessinée d'Angoulême en 2018. La Terre des fils remporte plusieurs récompenses culturelles : 

### Récompenses
- Grand prix de la critique 2018[6] ;
- Prix de la meilleure bande dessinée de science-fiction au festival des Utopiales[12] ;
- Prix Ouest-France Quai des Bulles[13] ;
- Grand Prix RTL de la bande dessinée[14].

Il est annoncé en mai 2019 que l'album deviendra un film produit par Indigo Film et sous la direction de Claudio Cupellini.

#### Chroniques
- Jacques Schraûwen, « Le Grand Prix de la Critique ACBD 2018: La Terre des fils », sur RTBF, 30 novembre 2017.
- Mathias Enard, « L'Apocalypse selon Gipi », Le Monde,‎ 31 mars 2017 (lire en ligne).
- Lucie Servin, « La sauvagerie en héritage », L'Humanité,‎ 9 mai 2017.
- Stéphane Jarno, « La bédéthèque idéale #153 : “La Terre des fils” ou l’odyssée post-apocalyptique de Gipi », Télérama,‎ 26 mars 2017.
- Alain Lorfèvre, « Les enfants sauvages de Gipi : roman graphique initiatique », La Libre Belgique,‎ 18 avril 2017.
- K. J., « La Terre des fils », L'Humanité,‎ 25 janvier 2018.
- Astrid de Larminat, « Enfants sauvages et tendres », Le Figaro littéraire,‎ 9 mars 2017.
- O.V.V., « La Terre des fils », Le Vif,‎ 5 mai 2017.
- Nicolas Naizy, « Sur la route de l'apaisement », Metro (Bruxelles),‎ 21 février 2017.
- Michaël Degré, « Gipi en a fini avec ses démons », L'Avenir,‎ 15 février 2017.
- Elise Rillard, « La terre des fils », sur Planète BD, 28 avril 2017.
- Jean-Laurent Truc, « La Terre des fils Grand Prix de la critique ACBD 2018 », sur ligneclaire.info, 30 novembre 2017.
- (it) Daniele Barbieri, « La terra dei figli di Gipi, tra totem e tabù », sur fumettologica.it, 16 novembre 2016.
- Fabrice Piault, « Dans les marécages », sur Livres Hebdo, 3 mars 2017.
- Anne-Claire Norot, « “La Terre des fils” : Gipi et les enfants de l'apocalypse », Les Inrocks,‎ 7 mars 2017 (lire en ligne).
- Linda Douifi, « La brutalité en héritage », Sud Ouest,‎ 4 juin 2017.
- Philippe Belhache, « Festival de la BD d'Angoulême : Gipi reçoit le Grand Prix de la critique ACBD », Sud Ouest,‎ 25 janvier 2018.

#### Interviews
- Gipi (int.) et L. Gianati, « La Terre des Fils est l'ouvrage dont je me sens le plus proche », sur BD Gest', 9 mars 2017.
- Gipi (int.) et Amandine Schmitt, « Gipi : "En Italie, les plus racistes sont toujours catholiques" », L'Obs,‎ 27 janvier 2018 (lire en ligne).
- Gipi (int.) et Lucie Servin, « Gipi : " Dessiner le sentiment dénué de tout sentimentalisme " », L'Humanité,‎ 9 mai 2017 (lire en ligne).
- Gipi (int.) et Pierre Burssens, « Entretien avec Gipi », sur auracan, 14 mars 2017.
- (it) Gipi (int.) et Matteo Stefanelli, « La terra dei figli del domani. Intervista a Gipi », sur fumettologica.it, 28 octobre 2016.
- Gipi (int.) et Olivier Van Vaerenbergh, « La terre de Gipi », Le Vif,‎ 5 mai 2017.